# Petites Confidences (à ma psy)
Pour plus de détails, voir Fiche technique et Distribution.
Petites Confidences (à ma psy) ou Entre elles et lui au Québec (Prime) est un film américain réalisé par Ben Younger, sorti en 2005.

## Synopsis
Rafi Gardet est une femme de 37 ans qui vient de divorcer. Elle se sent perdue et consulte une psychiatre, Lisa Metzger, qui l'aide à retrouver son chemin. C'est alors qu'elle rencontre David Bloomberg, un jeune homme de 23 ans. Elle en tombe folle amoureuse et entame une relation avec lui. Toutefois, de 14 ans son aînée, elle se pose des tonnes de questions. Aussi fait-elle part de l'intimité de sa relation avec David à sa psy, sans savoir que celle-ci n'est autre que la mère de David, laquelle, secrètement, s'oppose à leur relation : car Rafi est non seulement bien plus âgée que son fils, mais aussi divorcée, et goy, ce qui n'a pas l'air de plaire à cette mère juive.

## Fiche technique
- Titre : Petites Confidences (à ma psy)
- Titre québécois : Entre elles et lui
- Titre original : Prime
- Réalisation : Ben Younger
- Scénario : Ben Younger
- Production : Jennifer Todd, Suzanne Todd (en), Bradley Jenkel, Anthony Katagas, Mark Gordon et Bob Yari
- Société de production : Universal Pictures
- Musique : Ryan Shore
- Photographie : William Rexer
- Montage : Kristina Boden
- Décors : Mark Ricker
- Costumes : Melissa Toth
- Pays d'origine : États-Unis
- Format : Couleurs - 1,85:1 - DTS / Dolby Digital / SDDS - 35 mm
- Genre : Comédie, romance
- Durée : 105 minutes
- Dates de sortie : 21 septembre 2005 (festival de San Diego), 28 octobre 2005 (États-Unis), 15 février 2006 (France, Suisse), 22 février 2006 (Belgique)

## Distribution
- Uma Thurman (VF : Juliette Degenne ; VQ : Anne Bédard)  : Rafi Gardet
- Meryl Streep (VF : Évelyn Séléna ; VQ : Marie-Andrée Corneille) : Lisa Metzger
- Bryan Greenberg (VF : Anatole de Bodinat ; VQ : Patrice Dubois) : David Bloomberg
- Jon Abrahams (VF : Alexandre Gillet ; VQ : Tristan Harvey) : Morris
- Jerry Adler (VF : Michel Fortin ; VQ : Yves Massicotte) : Sam
- Doris Belack : Blanche
- Aubrey Dollar (VQ : Annie Girard) : Michelle
- Ato Essandoh : Damien
- Zak Orth (VF : Philippe Valmont ; VQ : François Sasseville) : Randall
- Annie Parisse (VF : Anne Massoteau ; VQ : Pascale Montreuil) : Katherine
- Madhur Jaffrey : Rita
- John Rothman : Jack Bloomberg
- Naomi Aborn : Dinah Bloomberg

## Autour du film
- Le tournage a débuté le 15 septembre 2004 et s'est déroulé à New York.
- Sandra Bullock devait initialement interpréter le rôle de Rafi, mais à la suite d'une demande de sa part pour une réécriture importante du scénario et devant le refus du réalisateur, elle quitta le projet seulement deux semaines avant le début du tournage.

## Bande originale
- Ghostwriter (remix), interprété par RJD2
- You Can't Turn Me Away, interprété par Sylvia Striplin
- Deh Vieni, Non Tardar, composé par Wolfgang Amadeus Mozart et interprété par Leah Daniel
- She's Got Me (remix), interprété par Daniel Merriweather
- Astro, interprété par ©paWL
- The Duke, interprété par Ryan Shore
- Rock Candy, interprété par Fred Ones
- Groove 2000, interprété par Jamie Dunlap, Stephen Lang et Scott Nickoley
- Paris, interprété par Ryan Shore
- 4 My S&T's, interprété par Sam Strange
- Won't Be Long, interprété par Daniel Merriweather
- Dejenme Vivir, interprété par Charanga Cubana
- In A Sentimental Mood, interprété par Duke Ellington et John Coltrane
- Shelter, interprété par Ray LaMontagne
- Peach Trees, interprété par Rufus Wainwright
- Lester, interprété par Ryan Shore
- Freaks of The Industry, interprété par Digital Underground
- Lay Low, interprété par Mark Ronson et Debbie Nova
- Civray, interprété par Ryan Shore
- Jewish Freylakh, interprété par Gypsy Balalaikas
- Holdin' On, interprété par Citizen Cope
- Fake French, interprété par Le Tigre
- Isn't This A Lovely Day, interprété par Stacey Kent
- You're No Good, interprété par ESG
- Try, interprété par Bugge Wesseltoft et Sidsel Endresen
- Get Money, interprété par Junior M.A.F.I.A
- I Wish You Love, interprété par Rachael Yamagata